# 5361 Goncharov
5361 Goncharov este un asteroid din centura principală de asteroizi.

## Descriere
5361 Goncharov este un asteroid din centura principală de asteroizi. A fost descoperit pe 16 decembrie 1976 la Observatorul astrofizic din Crimeea de Liudmila Cernîh. Asteroidul prezintă o orbită caracterizată de o semiaxă mare de 3,13 ua, o excentricitate de 0,09 și o înclinație de 7,2° în raport cu ecliptica.